# نورس رايت كوني
نورس رايت كوني (بالإنجليزية: Norris Wright Cuney)‏، أو ببساطة: رايت كوني )12 مايو 1846-3 مارس 1898) كان سياسيًا أمريكيًا ورجل أعمال وقائدًا نقابيًا وناشطًا من أصل أفريقي في تكساس. أصبح نورس بعد الحرب الأهلية الأمريكية ناشطًا سياسيًا في غالفستون، إذ شغل منصب المندوب الجمهوري الأمريكي. عُين عام 1889 في الولايات المتحدة الأمريكية بمنصب محصل الجمارك في غالفستون. حصل كوني على أعلى منصب ممكن لأي أمريكي من أصل أفريقي في أواخر القرن التاسع عشر. كان عضوًا في اتحاد العمال وساعد في جذب الناخبين السود للحزب الجمهوري. كان أكثر من 100000 من السود في تسعينيات القرن التاسع عشر من المصوتين في تكساس.
ساعد في دعم نقابة العمال السود في غالفستون من خلال تأسيس شركته الخاصة بالشحن والتفريغ، ووفر الوظائف لهم. حسّن فرص العمل والتعليم للسود بشكل كبير في المدينة. ترقى في نهاية المطاف إلى رئاسة الحزب الجمهوري في تكساس ودخل العمل الوطني.
يعتبر كوني من القادة السود الأكثر أهمية في ولاية تكساس في القرن الـ19. ولد في العبودية بسبب كونه من العرق المختلط. أُطلق سراحه لاحقًا من قبل والده المزارع الأبيض وأرسل شمالاً إلى بيتسبرغ في بنسلفانيا ليكمل تعليمه. قاطعت الحرب خططه للالتحاق بكلية أوبرلين، لكنه واصل التعلم طوال حياته. أصبح كوني ناشطًا في المنظمات الإخائية السوداء، وانتُخب من قبل الماسونيين السود ليصبح المعلم الأكبر لجراند لودج في تكساس عام 1875.

## النشأة والتعليم
ولد نورس رايت كوني في 12 مايو 1846، بالقرب من هيمبستيد في تكساس في وادي نهر برازوس. كان الرابع من بين ثمانية أطفال في أديلاين ستيوارت، وهو عبد مختلط العرق من أصول أفريقية وأوروبية وأمريكية أصلية. من بين إخوته ذوي العرق المختلط، كان أغلبهم من البيض، كان أخوه الأكبر جوزيف والذي أصبح فيما بعد محاميًا، وشقيقه الأصغر نيلسون، الذي أصبح مقاول بناء لاحقًا. كان والدهم هو السيد أدلين الأبيض، والعقيد فيليب كوني، زارع ثري من أصل إنجليزي. كان لديه عائلة «أولى» بيضاء ثم تزوج في نهاية المطاف من ثلاث زوجات بيضاء بعد وفاة أولياتهن إما أثناء الولادة أو بسبب المرض. وُلد جميع أبنائه المختلطين في العبودية. كان فيليب كوني سياسيًا وانتُخب سيناتورًا للولاية.
أصبح فيليب كوني بحلول عام 1850 واحدًا من أكبر ملاك الأراضي في الولاية، إذ امتلك مساحة تُقدر بـ 2000 فدان ولديه 105 من العبيد، بما في ذلك ستيوارت وأطفاله. بحلول عام 1860 كان واحدًا من أكبر 50 من ملاك العبيد في الولاية. طرح كوني القطن، وقام أيضًا بإنتاج الألبان، مع عدة مئات من الأبقار، بالإضافة إلى عمله في مجال لحوم البقر والتي أحضرتها زوجته الثانية أديلين وير، أنجبا ثلاثة أطفال قبل وفاتها عام 1850. تزوج للمرة الثالثة في عام 1851. اعتبر كوني هيوستن منزله، حيث استقر في عام 1853.
بموجب مبدأ «بارتوس سيكويتور فيتريم»، المعتمد في نموذج قانون الرقيق الاستعماري في فرجينيا، وُلد جميع أطفال ستيوارت ذوي العرق المختلط، -ومعظمهم من البيض- في العبودية، بسبب كون والدتهم عبدة. حرر أبوه أطفاله ذوي العرق المختلط ووالدتهم في وقت لاحق قبل الحرب الأهلية، بدءًا من الابن الأكبر جوزيف في عام 1853، أُرسل أبناؤه إلى بيتسبيرغ في بنسلفانيا إلى مدرسة ويلي ستريت للناس الملونين للتعليم. عندما أُطلق سراح نورس في عام 1859، أخذ لقب والده كوني. أرسله والده إلى بيتسبرغ من أجل الدراسة في ذلك الوقت. أُطلق سراح جيني كوني وأُرسلت إلى أوروبا لتلقي التعليم، وانتقلت في وقت لاحق إلى مجتمع أبيض، بما يتفق مع أجدادها ذوي الأغلبية البيضاء. أوقفت الحرب الأهلية خطط نورس للالتحاق بكلية أوبرلين في أوهايو، والتي كانت مفتوحة للطلاب من جميع الأجناس وكلا الجنسين.
بعد بداية الحرب، استطاع نورس كوني العمل على باخرة تسافر على نهري أوهايو والميسيسيبي بين سينسيناتي ونيو أورليانز. كان يقضي وقتًا طويلًا في نيو أورليانز، وأصبح صديقًا لشخصيات مؤثرة مثل بّي-بي-إس بينشباك، وهو رجل مختلط العرق تلقى تعليمه في الشمال وعاد إلى الجنوب بعد الحرب. انتُخب نائبًا جمهوريًا ملازمًا لولاية لويزيانا ونجح في تولي منصب ليصبح أول حاكم أسود (أو بدقة أكثر، أول شخص ملون حاكم).
عاد كوني إلى تكساس مع نهاية الحرب واستقر في غالفستون. التحق بمجتمع ما بعد الحرب كابن متعلم ومعلم مختلط العرق لأب سياسي ثري وقوي، ما أعطاه مزايا اجتماعية كثيرة. انضمت أمه وإخوته إليه في غالفستون، حيث عاشوا على بعد بضعة كتل من بعضهم البعض. بدأ كوني الدراسة الذاتية في القانون والأدب.
التقى كوني مع جورج تي. روبي بعد الحرب، ممثل مكتب فريدمان والوكالة الفيدرالية المسؤولة عن تقديم المساعدات إلى العبيد السابقين ومساعدتهم على التفاوض في المجتمع العمالي الحر. كان مقرها الرئيسي في تكساس في غالفستون. كان روبي –سرًا- مديرًا لاتحاد العمال، وهي منظمة مكرسة من أجل جذب الأحرار إلى الحزب الجمهوري. (كانت منظمة صغيرة نسبيًا في تكساس في ذلك الوقت، إذ كان الحزب الديمقراطي يسيطر على السياسة البيضاء الجنوبية وتكساس كانت ولاية ذات أغلبية بيضاء). أصبح كوني متورطًا بشكل متزايد في أيديولوجيا روبي. في عام 1870 كان هناك 3000 من السود في غالفستون، ما يقرب من ربع مجموع سكانها البالغ عددهم 13818 والذين سجلوا في إحصاء الولايات المتحدة في ذلك العام.

## المسيرة المهنية
تطورت مهنة كوني مع نمو غالفستون كميناء ومدينة تقدمية. عُين رقيبًا أولًا في الهيئة التشريعية في تكساس في عام 1870. أصبح صديقًا للحاكم الجمهوري إدموند جاي.ديفيس وعُين مندوبًا عن الدولة في المؤتمر الجمهوري الوطني لعام 1872 وخدم في هذا المنصب خلال العقدين التاليين، وحضر كل اتفاقية حتى عام 1892.
أدى اهتمام كوني بالفرص التعليمية للسود إلى تعيينه أحد مديري المدارس في مقاطعة غالفستون في عام 1871. أنشأ المجلس التشريعي في حقبة إعادة الإعمار نظام المدارس العامة في تكساس لأول مرة. عمل كوني لضمان أن المخصصات الضريبية تضمن التعليم للطلاب السود في نظام الفصل.
عُين كوني رئيسًا لفرع غالفستون من اتحاد العمال في عام 1871. عندما غادر جورج روبي سياسة تكساس، اكتسب كوني الكثير من نفوذه. كان روبي مرتبطًا بقوة ببرامج إعادة الإعمار التي لا تحظى بشعبية. في عام 1873 عُين كوني سكرتيرًا للجنة التنفيذية للحزب الجمهوري. ترأس مؤتمر تكساس للزعماء السود في برينهام في نفس العام.
عُين كوني في عام 1872 مفتشًا فدراليًا للجمارك في ميناء غالفستون ومفتشًا للإيرادات في سابين باس. أصبح كوني شخصية شعبية في المجتمع. نظرًا لأن جهود الإصلاح في المدينة دُفعت إلى الأمام من قبل قادة الأعمال في المجتمع، بما في ذلك شركة غالفستون لتجارة القطن والتي حصلت على دعم كبير من أجل تحسين المرفأ، وطُلب من كوني المشاركة في العملية.